# Jakow Broud
Jakow Isaakowicz Broud (ros. Яков Исаакович Броуд, ur. 11 marca?/24 marca 1900 w Biełoriecku, poległ 27 lipca 1942 w rejonie stanicy Niżnie-Czirskaja) – Żyd, radziecki dowódca wojskowy, generał major artylerii (od 1940).
Podczas II wojny światowej od grudnia 1941 dowodził artylerią 28 Armii, od lutego do maja 1942 artylerią 24 Armii. Od 17 marca do 19 maja 1942 pełnił obowiązki dowódcy 24 Armii Rezerwowej Moskiewskiej Strefy Obrony. W maju 1942 został dowódcą artylerii 64 Armii (była 1 Armia Rezerwowa). Poległ w boju 27 czerwca 1942 podczas przeprawy przez Don. Został pochowany w chutorze Czernomor.
Nagrodzony Orderem Czerwonego Sztandaru i medalami.